# Ящурка кашгарська
Ящурка кашгарська (Eremias buechneri)  — вид ящірок родини справжніх ящірок (Lacertidae). Поширений у Центральній Азії. Мешканець глинистих і кам'янистих напівпустель.

## Опис
Дрібна ящірка. Довжина тіла від кінчика морди до клоаки (L.) до 66 мм, хвіст (L.cd.) у 1,5 рази  перевищує довжину тулуба з головою: відношення  L./L.cd. складає 0,40—0,66. Хвіст поступово звужується, ламкий, здатний до регенерації. 
Навколо середини тулуба (Sq.) 45—60 лусок. Луска зверху спини і хвоста гладенька. Навколо 9—10 хвостового кільця 23—34 лусочки. Стегнові пори (P. fm.) в кількості 8—16 зазвичай не досягають колінного згину. Голова зверху вкрита великими симетричними щитками. Підочний щиток не торкається краю рота. Зернята між надочноямковим і лобовим й лобно-тім'яними щитками відсутні. 
Забарвлення верхньої сторони тіла сірого, світло-бурого або зеленуватого кольору. Середина спини однобарвна або густо всіяна дрібними чорнуватими цятками, які згущуються з боків, утворюючи більш-менш виражені повздовжні смуги з розташованими на них білуватими «очима». Верхня поверхня стегон і основа хвоста темно-крапчасті. У молодих особин на спині звичайно добре виражений хробакоподібний або поздовжньо-смугастий візерунок. Черево білого кольору. 

## Поширення
Вид поширений в Південній Кашгарії (Китай), на крайньому південному сході Киргизстану в басейні річки Сари-Джаз. 

## Особливості біології
Населяє полиново-солянкові напівпустелі, трапляється біля річок, на кам'янистих схилах у горах на висоті до 3500 м над рівнем моря. 
Ящурка кашгарська належить до яйцекладних ящірок. Самиця відкладає до 6 яєць у травні — липні.
Живиться комахами і дрібними безхребетними.

## Охорона
Стан більшості природних популяцій виду в межах ареалу залишається більш-менш стабільним. Саме тому він, згідно Червоного списку МСОП, отримав охоронний статус «відносно благополучний вид».